# Bo Frank
Bo Carl Gunnar Frank, född 17 september 1954 i Sandhults församling i Älvsborgs län, är en svensk moderat politiker. Han är kommunfullmäktiges ordförande i Växjö kommun sen den 1 januari 2017. Före detta var han kommunstyrelsens ordförande i samma kommun mellan 2006 och 2016 och riksdagsledamot under 1991 för Kronobergs läns valkrets.
Bo Frank har tidigare också varit kommunalråd i opposition i Växjö. Efter valet 2006 utsågs han till ordförande i kommunstyrelsen som ledare för ett alliansstyre (M, C, FP och KD) i kommunfullmäktige, en position han behöll efter valet 2010 och efter valet 2014 behöll han positionen och ledde fram till 31 december 2016 en koalition mellan Alliansen (M, C, FP och KD) samt Miljöpartiet. Han meddelade den 25 augusti 2016 att han avsåg avgå från uppdraget som kommunstyrelsens ordförande, vilket han gjorde den 31 december 2016.

## Intressefrågor
I Växjö kommuns politikerpresentation (2009) säger Frank att hans huvudintresse är näringslivsfrågor, miljö, kultur och jämställdhet. Dessutom arbetar han för entreprenörskap och vill uppmärksamma människor som arbetar ideellt.
Tidigare, 2001, har Bo Frank pläderat för en medborgarlön på 7000 kr, utan villkor, en ståndpunkt han senare lämnade.